# NGC 4926
NGC 4926 is een elliptisch sterrenstelsel in het sterrenbeeld Hoofdhaar. Het hemelobject werd op 6 april 1864 ontdekt door de Duits-Deense astronoom Heinrich Louis d'Arrest.

## Synoniemen
- UGC 8142
- MCG 5-31-103
- ZWG 160.103
- DRCG 27-49
- PGC 44938